# Thomas Crecquillon

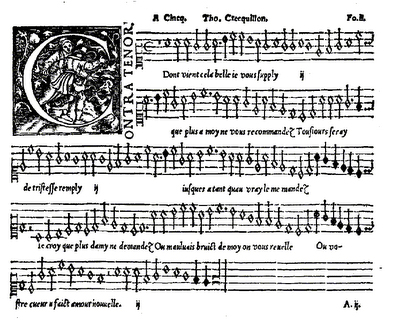
Partitura de una composición de Crecquillon.

Thomas Crecquillon (o Thomas Crequillon) fue un compositor renacentista de la Escuela francoflamenca. 

## Biografía
Se desconoce el lugar y la fecha de nacimiento, aunque se supone que fue hacia 1505 en los antiguos Países Bajos. Probablemente murió en 1557 en Béthune durante la epidemia de peste que sufrió esta ciudad, aunque tampoco estos datos se saben con certeza.
Perteneció a la capilla musical del emperador Carlos V, aunque se discute si con la categoría de maître de chapelle (maestro de capilla) o simplemente como cantor, pues los documentos de la época proporcionan datos contradictorios. Posteriormente, parece haber ocupado distintos cargos en Dendermonde, Béthune, Lovaina y Namur. A diferencia de casi todos los compositores de su tiempo, no parece haber abandonado nunca su región natal para viajar a Italia o a otras partes de Europa.

## Obra
La música de Crecquillon gozó del aprecio de sus contemporáneos. Muestra un refinamiento armónico y melódico que prefigura el estilo polifónico que culminará con Palestrina. Escribió doce misas, más de cien motetes y unas doscientas chansons. Estilísticamente, usó la imitación, a menudo al estilo de Josquin des Prés, especialmente en su música sacra (misas y motetes), siguiendo la tendencia de sus contemporáneos de componer obras muy elaboradas desde el punto de vista de la imitación y la polifonía. A diferencia de Josquin, sin embargo, Crecquillon raramente persigue efectos dramáticos y prefiere que su música sea siempre suave.
Sus chansons seculares se diferencia de las de sus contemporáneos por el uso de la imitación. Las chansons de Crecquillon sirvieron de modelo para el desarrollo posterior de la forma instrumental conocida como canzona. Muchas de sus chansons fueron arregladas para instrumentos, especialmente para laúd.

## Publicaciones
Los impresores Pierre Phalèse (de Lovaina) y Tielman Susato (de Amberes) publicaron buena parte de la obra de Crecquillon y de otros compositores contemporáneos. 